# Oclusiva velo-labial sonora
La oclusiva velo-labial sonora es un tipo de sonido consonántico que se usa en algunos idiomas hablados. Es una [ɡ] y una [b] pronunciadas simultáneamente. Para hacer este sonido, se puede pronunciar «go» pero con los labios cerrados como si se dijera «bo»; los labios deben soltarse al mismo tiempo o una fracción de segundo después de que se pronuncie la g de «go». El símbolo en el alfabeto fonético internacional que representa este sonido es ⟨ ɡ͡b⟩. Su contraparte sorda es la oclusiva labio-velar sorda [k͡p].
La oclusiva velo-labial sonora se encuentra comúnmente en las lenguas nígerocongolesas, por ejemplo en igbo (Volta-Congo) , en el nombre [iɡ͡boː] mismo, o en Bété (Atlántico-Congo), por ejemplo en el apellido de Laurent Gbagbo ([ɡ͡baɡ͡bo ]), expresidente de Costa de Marfil.

## Características
- Su modo de articulación es oclusiva, lo que significa que se produce al obstruir el flujo de aire en el tracto vocal. Dado que la consonante también es oral, sin salida nasal, el flujo de aire se bloquea por completo y la consonante es oclusiva .

- Su punto de articulación es labio-velar, lo que significa que se articula simultáneamente con los labios y con la parte posterior de la lengua (el dorso) contra el paladar blando (el velo). El cierre dorsal se realiza y suelta un poco antes que el cierre labial, pero se superponen durante la mayor parte de su duración.

- Su fonación es sonora, lo que significa que se produce con vibraciones de las cuerdas vocales.

- Es una consonante oral, lo que significa que el aire solo puede escapar por la boca.

- Es una consonante central, lo que significa que se produce al dirigir la corriente de aire a lo largo del centro de la lengua, en lugar de hacia los lados.

- El mecanismo de la corriente de aire es pulmonar, lo que significa que se articula empujando el aire únicamente con los músculos intercostales y el diafragma, como en la mayoría de los sonidos.

## Ocurre en
Este sonido se presenta en los idiomas ega|ega, yulá, ewé, igbo, kalabari, kissi, mono, themné, tyap, volow y yoruba.